# Барад-дур
Барад-Дур, Црна Кула, је Саурунова тврђава у измишљеном свету Средња земља Џ. Р. Р. Толкина одакле је надгледао Средњу земљу. 
Саурон је изградио Барад−Дур уз помоћ Прстена Моћи, изградња је почела око 1000. године Другог Доба и трајала је 600 година. Барад−Дур је први пут уништен од стране Последње Алијансе после седмогодишње опсаде. Саурон је започео обнову куле 2951. године Трћег Доба. Кула је коначно уништена када је уништен Прстен Моћи.